# Galium hypotrichium
Galium hypotrichium är en måreväxtart som beskrevs av Asa Gray. Galium hypotrichium ingår i släktet måror, och familjen måreväxter.

## Underarter
Arten delas in i följande underarter:
- G. h. ebbettsense
- G. h. hypotrichium
- G. h. inyoense
- G. h. nevadense
- G. h. subalpinum
- G. h. tomentellum